# Jagodina (općina)
Jagodina je općina u Srbiji i u Pomoravskom okrugu. Nalazi se pored auto-puta Beograd-Niš i pruge s istim odredištem, odnosno na poznatom koridoru 10. Grad ima oko 40.000 stanovnika, a općina oko 80.000. Općini Jagodina pripada 60 mjesnih zajednica od kojih je 8 gradskih i 52 seoske. Leži na rijeci Belici.

## Naselja
Bagrdan • Belica • Bresje • Bukovče • Bunar • Vinorača • Voljavče • Vranovac • Vrba • Glavinci • Glogovac • Gornje Štiplje • Gornji Račnik • Deonica • Dobra Voda • Donje Štiplje • Donji Račnik • Dragocvet • Dragoševac • Dražmirovac • Duboka • Ivkovački Prnjavor • Jagodina • Jošanički Prnjavor • Kalenovac • Kovačevac • Kolare • Končarevo • Kočino Selo • Lovci • Lozovik • Lukar • Majur • Mali Popović • Medojevac • Međureč • Miloševo • Mišević • Novo Lanište • Rajkinac • Rakitovo • Ribare • Ribnik • Siokovac • Slatina • Staro Lanište • Staro Selo • Strižilo • Topola • Trnava • Crnče • Šantarovac • Šuljkovac

## Poveznice
- Zoološki vrt "Tigar"
- Jagodina Biznis portal  Arhivirana inačica izvorne stranice od 1. rujna 2009. (Wayback Machine)